# Burgmannenhaus (Aremberg)

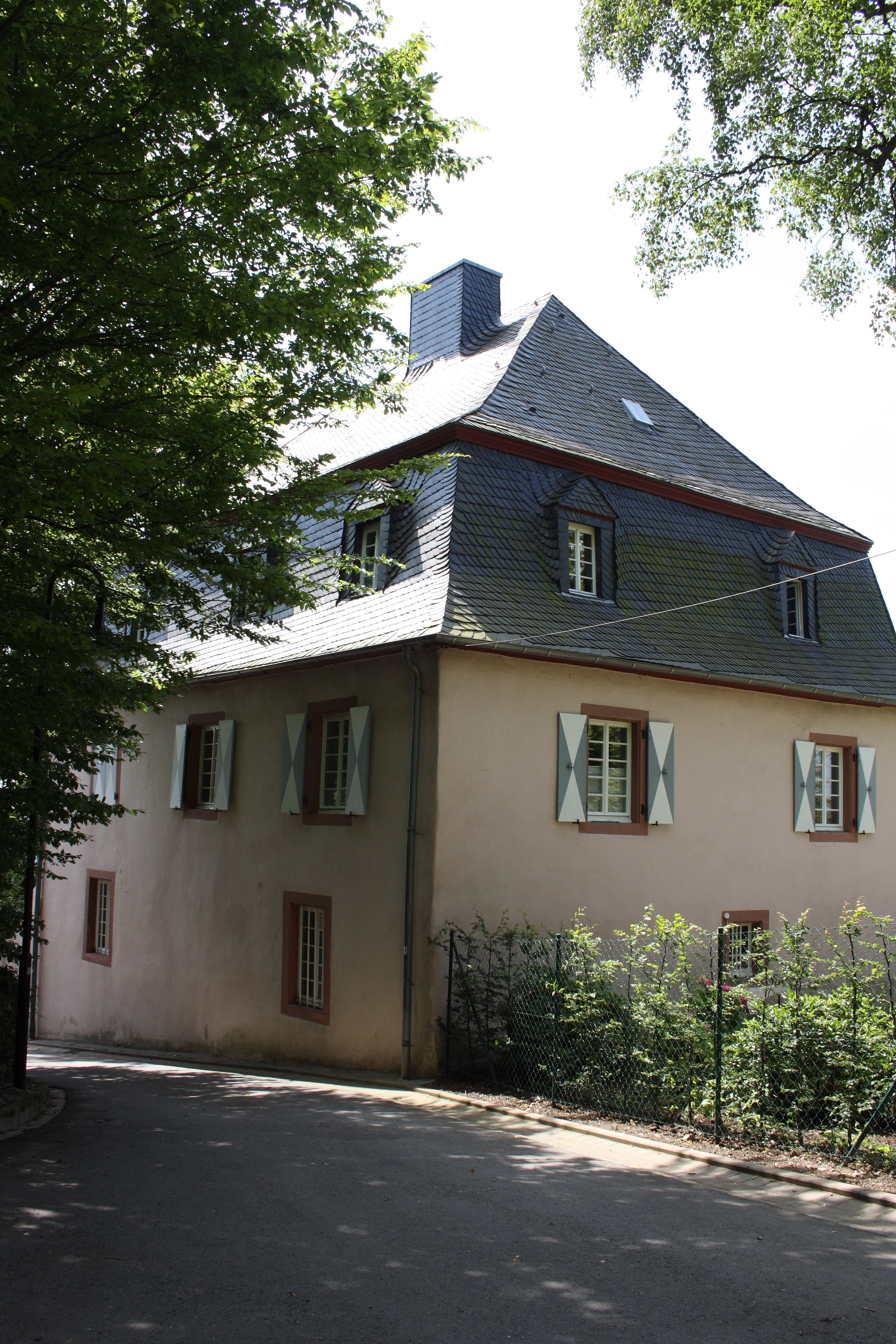
Burgmannenhaus in Aremberg

Das Burgmannenhaus in Aremberg, einer Ortsgemeinde im Landkreis Ahrweiler in Rheinland-Pfalz, wurde 1749 errichtet. Das Gebäude an der Burgstraße 4, am Aufgang zur Burg Aremberg, ist mit der zugehörigen Remise ein geschütztes Baudenkmal.
Der zweigeschossige barocke Bau mit Mansardwalmdach besitzt zwei zu drei Fensterachsen. Das mit der Jahreszahl 1749 bezeichnete Doppelwappen erinnert an die Familie Lersch.